# Weltevreden (Batavia)

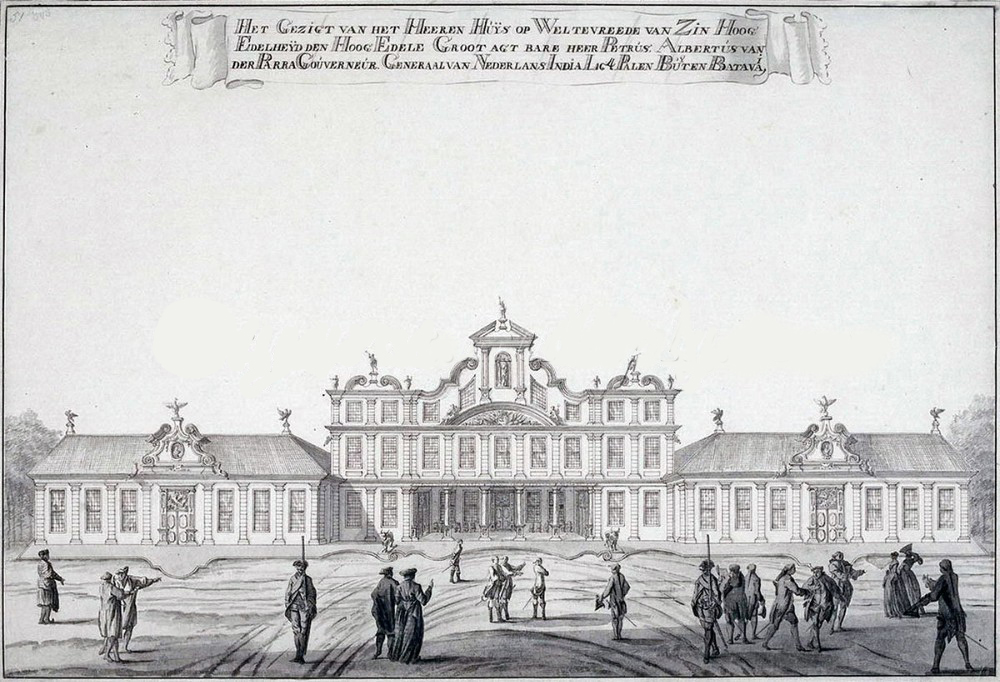
Landhuis ten tijde van Petrus Albertus van der Parra

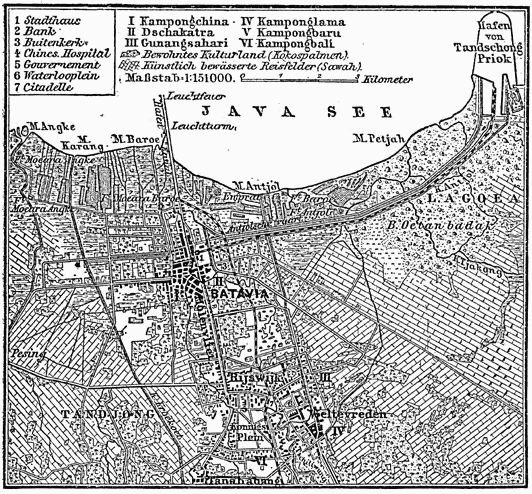
Kaart uit 1888

Weltevreden was een door Europeanen bewoonde voorstad van Batavia (de huidige Indonesische hoofdstad Jakarta) in de Nederlandse koloniale tijd, gelegen op ongeveer 10 kilometer ten zuidoosten van het stadscentrum. Het is nu bekend als Jakarta Pusat (Centraal-Jakarta ).
De eerste herenhuizen verrezen hier halverwege de 18e eeuw. Het voor de gezondheid van de Europeanen klimatologisch gezien gunstiger gelegen woongebied dan de oude stad Batavia kwam ook in trek bij de Nederlandse gouverneurs-generaal. Jacob Mossel liet er het buitenverblijf Weltevreden bouwen dat ook in trek was bij zijn opvolgers. Later werd dit huis uitgebouwd en verrezen andere statige panden, zoals het Paleis te Rijswijk en het Paleis te Koningsplein.
In 1809 liet gouverneur-generaal Herman Willem Daendels er het Paleis van Daendels (Het Groote Huis) bouwen, hetgeen het nieuwe centrum werd van de Nederlandse koloniale macht. De kantoren van de regering werden ernaartoe verplaatst en tot de Japanse bezetting was het Departement van Financiën er gevestigd. Na de onafhankelijkheid van Indonesië werd dit departement voortgezet als het Ministerie van Financiën van Indonesië.

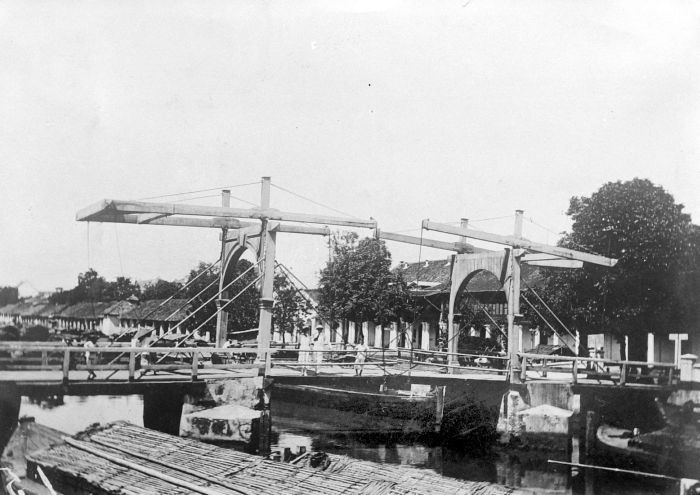
Weltevreden Sluisbrug op Goenoeng Sahri

Het middelpunt van de voorstad vormden het Waterlooplein (het huidige Lapangan Banteng) en het Koningsplein (het vroegere 'Buffelveld' en het huidige Medan Merdeka; "Vrijheidsplein"). In Weltevreden werd in 1821 het theater Schouwburg Weltevreden opgericht, dat in 1987 werd gerenoveerd en momenteel wordt gebruikt als het cultuurcentrum Gedung Kesenian Jakarta.